# ذخیره‌گاه طبیعی بوریا
ذخیره‌گاه طبیعی بوریا (انگلیسی: Bureya Nature Reserve) یک پارک و ذخیره‌گاه طبیعی در سرزمین خاباروفسک کشور روسیه است.